# إيزل (فرنسا)
إيزل (بالفرنسية: Isle)‏ هي بلدية في مقاطعة فيين العليا في منطقة أقطانية الجديدة غرب وسط فرنسا.
اعتبارًا من عام 2019، أصبحت إيزل هي البلدية الخامسة في المقاطعة (من حيث عدد السكان)، بعد ليموج وسان جونيان وبانازول وكوزيكس.